# Teen Titans: The Judas Contract
Série DCAMU
Justice League Dark
(2017) Suicide Squad : Le Prix de l'enfer
(2018)
Pour plus de détails, voir Fiche technique et Distribution.
Teen Titans: The Judas Contract est un film d'animation américain réalisé par Sam Liu, sorti directement en vidéo en 2017, 29e film de la collection DC Universe Animated Original Movies.
Le film est adapté de l'arc narratif The Judas Contract (en) écrit par Marv Wolfman, dessiné par George Pérez et publié par DC Comics. Il est la suite de La Ligue des justiciers vs. les Teen Titans dans la série DC Animated Movie Universe (DCAMU) basée sur la continuité The New 52.

## Synopsis
La jeune Terra s'intègre peu à peu à l'équipe des Titans après son arrivée à la Tour il y a moins d'un an. Le groupe est donc composé de Starfire, Robin, Raven, Blue Beetle, Beast Boy et Terra. Ils sont rejoints par Nightwing pour affronter Brother Blood, le chef d'une secte qui cherche à étendre son influence et sa domination sur la Terre.

## Fiche technique
Sauf indication contraire, les informations mentionnées dans cette section peuvent être confirmées par la base de données cinématographiques IMDb,  présente dans la section « Liens externes ».
- Titre original : Teen Titans: The Judas Contract
- Réalisation : Sam Liu
- Scénario : Ernie Altbacker, d'après les comics de Marv Wolfman et George Pérez, et les personnages de DC Comics
- Musique : Frederik Wiedmann
- Direction artistique du doublage original : Wes Gleason
- Son : Devon Bowman, Mark Keatts, Rob McIntyre
- Montage : Christopher D. Lozinski
- Animation : The Answer Studio
- Production : Alan Burnett, Kohei Kenmotsu, Matthew Mahoney, Amy McKenna, Sam Register et James Tucker
- Sociétés de production : Warner Bros. Animation et DC Entertainment
- Société de distribution : Warner Home Video
- Budget : 3,5 millions de dollars
- Pays de production :  États-Unis
- Langue originale : anglais
- Format : couleur
- Genre : animation, super-héros
- Durée : 84 minutes
- Dates de sortie[2] :
  - États-Unis : 31 mars 2017 (avant-première au WonderCon d'Anaheim)
  - États-Unis : 4 avril 2017 (VOD), 18 avril 2017 (DVD/Blu-ray)
  - France : 19 avril 2017
- Classification :
  - États-Unis : PG-13 (interdit -13 ans)

## Distribution

### Voix originales
- Stuart Allan (en) : Damian Wayne / Robin
- Taissa Farmiga : Rachel Roth / Raven
- Brandon Soo Hoo : Garfield Logan / Beast Boy / Changelin
- Jake T. Austin : Jaime Reyes / Blue Beetle
- Kari Wahlgren : Koriand'r / Starfire
- Sean Maher : Dick Grayson / Nightwing
- Christina Ricci : Tara Markov / Terra
- Miguel Ferrer : Slade Wilson / Deathstroke
- Gregg Henry : Sebastian Blood / Brother Blood
- Meg Foster : Mother Mayhem
- María Canals Barrera : Bianca Reyes
- Crispin Freeman (en) : Roy Harper / Arsenal
- Masasa Moyo (en) : Karen Beecher / Bumblebee, Traci Thirteen
- Kevin Smith : lui-même
- Jason Spisak (en) : Wally West / Kid Flash, Bryce Peterson
- David Zayas : Alberto Reyes

### Voix françaises
- Gabriel Bismuth-Bienaimé : Damian Wayne / Robin
- Karine Foviau : Rachel Roth / Raven
- Hervé Grull : Garfield Logan / Beast Boy / Changelin
- Florian Cléret : Jaime Reyes / Blue Beetle
- Laëtitia Godès : Koriand'r / Starfire
- Mathias Kozlowski : Dick Grayson / Nightwing
- Laura Préjean : Tara Markov / Terra
- Jérémie Covillault : Slade Wilson / Deathstroke
- Jean-Marc Galéra : Sebastian Blood / Brother Blood
- Pascale Jacquemont : Mother Mayhem
- Brigitte Virtudes : Bianca Reyes
- Charles Pestel : Roy Harper / Arsenal
- Aurélie Colin : Karen Beecher / Bumblebee
- Onna Clairin : Traci Thirteen
- Asto Montcho : Kevin Smith
- Benjamin Bollen : Wally West / Kid Flash
- Frédéric Colas : Bryce Peterson
- Bertrand Dingé : Alberto Reyes

Société de doublage VF : Deluxe, adaptation VF : Jérôme Dalotel, direction artistique VF : Marc Saez
 Source : voix originales et françaises sur Latourdesheros.com.

## Production
Une adaptation des comics The Judas Contract (en) avait été planifiée en tant que 3e film de la collection DC Universe Animated Original Movies, après Superman : Le Crépuscule d'un dieu (2007) et La Ligue des justiciers : Nouvelle Frontière (2008), mais a été mise en attente. Ce film devait adapter l'histoire « The Judas Contract » présente dans Tales of the Teen Titans #42-44 et Teen Titans Annual #3 par Marv Wolfman et George Pérez. Le scénariste et producteur Bruce Timm avait confirmé en avril 2010 que le projet était à l'arrêt.
En juillet 2016, Warner Bros. annonce officiellement la reprise du projet sous le nom de Teen Titans: The Judas Contract et servira de suite à La Ligue des justiciers vs. les Teen Titans. En janvier 2017, il est annoncé que Stuart Allan, Kari Wahlgren, Taissa Farmiga, Brandon Soo Hoo, Jake T. Austin et Sean Maher reprendront leurs rôles, et que Christina Ricci et Miguel Ferrer rejoindront le casting dans les rôles respectifs de Terra et Deathstroke. Ce fut le dernier rôle de Miguel Ferrer, décédé le 19 janvier 2017.